# Sierra de Neiba
Die Sierra de Neiba ist ein Gebirgszug in der Dominikanischen Republik auf Hispaniola.
Sie stellt die östliche Fortsetzung der Montagnes Noires in Haiti dar und erstreckt sich in südöstlicher Richtung zwischen der Enriquillo-Senke im Süden und dem Valle de San Juan im Norden.
Durchschnitten wird die Sierra de Neiba vom sehr wasserreichen Río Yaque del Sur. Die dadurch abgetrennte östliche Fortsetzung wird auch als Sierra Martín García bezeichnet. 
Die höchste Erhebung ist der Loma Gajo en Medio mit einer Höhe von 2279 m.
In der Sierra de Neiba finden sich diverse archäologische Fundstätten aus präkolumbianischer Zeit, darunter der Fundplatz Las Caritas bei Postrer Río in der Nähe des Lago Enriquillo. 
Die Sierra de Neiba ist nur wenig erschlossen. Die landwirtschaftlich geeigneten Flächen werden vor allem von Kleinbauern mit Obst-, Gemüse-, Bananen- und Kaffeeanbau bewirtschaftet.

## Infrastruktur
Die ca. 50 km lange Passstraße Carretera 47 führt von La Descubierta in der Enriquillo-Senke über Angel Félix in der Nähe zur Grenze nach Haiti über den Gebirgskamm ins Tal des Río Caña nach Hondo Valle sowie weiter ins Valle de San Juan. 